# Coppa del Mondo di slittino 2017
La Coppa del Mondo di slittino 2016/17, quarantesima edizione della manifestazione organizzata dalla Federazione Internazionale Slittino, è iniziata il 26 novembre 2016 a Winterberg in Germania e si è conclusa il 26 febbraio 2017 ad Altenberg, sempre in Germania. Erano previste quarantadue gare: dodici nel singolo uomini, nel singolo donne e nel doppio (delle quali nove nella specialità dello sprint) e sei nella gara a squadre in nove differenti località. Nel corso della stagione si sono tenuti anche i campionati mondiali di Igls 2017 in Austria, competizione non valida ai fini della Coppa del Mondo, mentre le tappe di Park City e Schönau am Königssee erano valide rispettivamente anche come campionati pacifico-americani e campionati europei.
Vincitori delle coppe di cristallo generali, trofeo conferito ai primi classificati nel circuito, sono stati il russo Roman Repilov nel singolo uomini, che riportò quindi la sua nazione al vertice della specialità per la seconda volta nella sua storia dopo il successo ottenuto nel 2004/05 da Al'bert Demčenko, la tedesca Natalie Geisenberger nel singolo donne, alla sua quarta coppa consecutiva, la coppia teutonica formata da Toni Eggert e Sascha Benecken, al loro secondo successo nel doppio in tre anni, i quali si ripresero la coppa vinta l'anno precedente dai connazionali Wendl/Arlt e la nazionale di slittino della Germania che ha raggiunto l'undicesimo trionfo consecutivo nella gara a squadre.

Come nelle due stagioni precedenti, alle gare sprint potevano prendere parte solo i primi quindici classificati delle "classiche" gare del singolo uomini e donne e del doppio disputate in quella stessa tappa del circuito di Coppa, attribuendo gli stessi punteggi già previsti per le altre tipologie di gara relativamente alle classifiche delle sfere di cristallo generali; le Coppe di specialità per le gare sprint verranno assegnate a coloro che avranno disputato tutte e tre le prove facendo segnare il minor tempo nella somma delle tre discese; ad aggiudicarsi i trofei sono stati Roman Repilov nella gara maschile, Natalie Geisenberger in quella femminile e la coppia Toni Eggert / Sascha Benecken nel doppio.

## Risultati

### Singolo uomini
| Data             | Località             | Nazione       | Tipo | Primo classificato         | Secondo classificato    | Terzo classificato         |
| ---------------- | -------------------- | ------------- | ---- | -------------------------- | ----------------------- | -------------------------- |
| 27 novembre 2016 | Winterberg           | Germania      |      | Johannes Ludwig Germania   | Roman Repilov Russia    | Andi Langenhan Germania    |
| 27 novembre 2016 | Winterberg           | Germania      | S    | Felix Loch Germania        | Stepan Fëdorov Russia   | Johannes Ludwig Germania   |
| 2 dicembre 2016  | Lake Placid          | Stati Uniti   |      | Tucker West Stati Uniti    | Semën Pavličenko Russia | Wolfgang Kindl Austria     |
| 10 dicembre 2016 | Whistler             | Canada        |      | Tucker West Stati Uniti    | Wolfgang Kindl Austria  | Andi Langenhan Germania    |
| 16 dicembre 2016 | Park City            | Stati Uniti   |      | Roman Repilov Russia       | Wolfgang Kindl Austria  | Dominik Fischnaller Italia |
| 17 dicembre 2016 | Park City            | Stati Uniti   | S    | Dominik Fischnaller Italia | Roman Repilov Russia    | Andi Langenhan Germania    |
| 6 gennaio 2017   | Schönau am Königssee | Germania      |      | Semën Pavličenko Russia    | Ralf Palik Germania     | Wolfgang Kindl Austria     |
| 15 gennaio 2017  | Sigulda              | Lettonia      |      | Semën Pavličenko Russia    | Roman Repilov Russia    | Wolfgang Kindl Austria     |
| 15 gennaio 2017  | Sigulda              | Lettonia      | S    | Roman Repilov Russia       | Semën Pavličenko Russia | Wolfgang Kindl Austria     |
| 4 febbraio 2017  | Oberhof              | Germania      |      | Felix Loch Germania        | Roman Repilov Russia    | Andi Langenhan Germania    |
| 19 febbraio 2017 | Pyeongchang          | Corea del Sud |      | Dominik Fischnaller Italia | Andi Langenhan Germania | Samuel Edney Canada        |
| 25 febbraio 2017 | Altenberg            | Germania      |      | Roman Repilov Russia       | Felix Loch Germania     | Johannes Ludwig Germania   |

### Singolo donne
| Data             | Località             | Nazione       | Tipo | Prima classificata            | Seconda classificata          | Terza classificata            |
| ---------------- | -------------------- | ------------- | ---- | ----------------------------- | ----------------------------- | ----------------------------- |
| 26 novembre 2016 | Winterberg           | Germania      |      | Natalie Geisenberger Germania | Tatjana Hüfner Germania       | Dajana Eitberger Germania     |
| 27 novembre 2016 | Winterberg           | Germania      | S    | Dajana Eitberger Germania     | Birgit Platzer Austria        | Natalie Geisenberger Germania |
| 3 dicembre 2016  | Lake Placid          | Stati Uniti   |      | Tatjana Hüfner Germania       | Kimberley McRae Canada        | Alex Gough Canada             |
| 10 dicembre 2016 | Whistler             | Canada        |      | Alex Gough Canada             | Natalie Geisenberger Germania | Tatjana Hüfner Germania       |
| 17 dicembre 2016 | Park City            | Stati Uniti   |      | Erin Hamlin Stati Uniti       | Emily Sweeney Stati Uniti     | Alex Gough Canada             |
| 17 dicembre 2016 | Park City            | Stati Uniti   | S    | Erin Hamlin Stati Uniti       | Emily Sweeney Stati Uniti     | Tatjana Hüfner Germania       |
| 5 gennaio 2017   | Schönau am Königssee | Germania      |      | Natalie Geisenberger Germania | Tat'jana Ivanova Russia       | Tatjana Hüfner Germania       |
| 14 gennaio 2017  | Sigulda              | Lettonia      |      | Natalie Geisenberger Germania | Tatjana Hüfner Germania       | Tat'jana Ivanova Russia       |
| 15 gennaio 2017  | Sigulda              | Lettonia      | S    | Tat'jana Ivanova Russia       | Natalie Geisenberger Germania | Viktorija Demčenko Russia     |
| 5 febbraio 2017  | Oberhof              | Germania      |      | Natalie Geisenberger Germania | Tatjana Hüfner Germania       | Tat'jana Ivanova Russia       |
| 19 febbraio 2017 | Pyeongchang          | Corea del Sud |      | Tat'jana Ivanova Russia       | Natalie Geisenberger Germania | Julia Taubitz Germania        |
| 26 febbraio 2017 | Altenberg            | Germania      |      | Natalie Geisenberger Germania | Tatjana Hüfner Germania       | Dajana Eitberger Germania     |

### Doppio
| Data             | Località             | Nazione       | Tipo | Primo classificato                   | Secondo classificato                        | Terzo classificato                         |
| ---------------- | -------------------- | ------------- | ---- | ------------------------------------ | ------------------------------------------- | ------------------------------------------ |
| 26 novembre 2016 | Winterberg           | Germania      |      | Toni Eggert Sascha Benecken Germania | Robin Geueke David Gamm Germania            | Tobias Wendl Tobias Arlt Germania          |
| 27 novembre 2016 | Winterberg           | Germania      | S    | Toni Eggert Sascha Benecken Germania | Tobias Wendl Tobias Arlt Germania           | Robin Geueke David Gamm Germania           |
| 2 dicembre 2016  | Lake Placid          | Stati Uniti   |      | Toni Eggert Sascha Benecken Germania | Matt Mortensen Jayson Terdiman Stati Uniti  | Robin Geueke David Gamm Germania           |
| 10 dicembre 2016 | Whistler             | Canada        |      | Toni Eggert Sascha Benecken Germania | Tobias Wendl Tobias Arlt Germania           | Peter Penz Georg Fischler Austria          |
| 16 dicembre 2016 | Park City            | Stati Uniti   |      | Tobias Wendl Tobias Arlt Germania    | Andris Šics Juris Šics Lettonia             | Toni Eggert Sascha Benecken Germania       |
| 17 dicembre 2016 | Park City            | Stati Uniti   | S    | Toni Eggert Sascha Benecken Germania | Tobias Wendl Tobias Arlt Germania           | Matt Mortensen Jayson Terdiman Stati Uniti |
| 5 gennaio 2017   | Schönau am Königssee | Germania      |      | Tobias Wendl Tobias Arlt Germania    | Toni Eggert Sascha Benecken Germania        | Robin Geueke David Gamm Germania           |
| 14 gennaio 2017  | Sigulda              | Lettonia      |      | Toni Eggert Sascha Benecken Germania | Oskars Gudramovičs Pēteris Kalniņš Lettonia | Ludwig Rieder Patrick Rastner Italia       |
| 15 gennaio 2017  | Sigulda              | Lettonia      | S    | Toni Eggert Sascha Benecken Germania | Oskars Gudramovičs Pēteris Kalniņš Lettonia | Tobias Wendl Tobias Arlt Germania          |
| 4 febbraio 2017  | Oberhof              | Germania      |      | Tobias Wendl Tobias Arlt Germania    | Toni Eggert Sascha Benecken Germania        | Robin Geueke David Gamm Germania           |
| 19 febbraio 2017 | Pyeongchang          | Corea del Sud |      | Toni Eggert Sascha Benecken Germania | Tobias Wendl Tobias Arlt Germania           | Robin Geueke David Gamm Germania           |
| 25 febbraio 2017 | Altenberg            | Germania      |      | Toni Eggert Sascha Benecken Germania | Matt Mortensen Jayson Terdiman Stati Uniti  | Robin Geueke David Gamm Germania           |

### Gara a Squadre
| Data             | Località             | Nazione       | Prima classificata                                                           | Seconda classificata                                                         | Terza classificata                                                         |
| ---------------- | -------------------- | ------------- | ---------------------------------------------------------------------------- | ---------------------------------------------------------------------------- | -------------------------------------------------------------------------- |
| 3 dicembre 2016  | Lake Placid          | Stati Uniti   | Canada Kimberley McRae Samuel Edney Tristan Walker / Justin Snith            | Russia Ekaterina Baturina Semën Pavličenko Andrej Bogdanov / Andrej Medvedev | Stati Uniti Summer Britcher Tucker West Matt Mortensen / Jayson Terdiman   |
| 10 dicembre 2016 | Whistler             | Canada        | gara cancellata e recuperata a Sigulda                                       | gara cancellata e recuperata a Sigulda                                       | gara cancellata e recuperata a Sigulda                                     |
| 6 gennaio 2017   | Schönau am Königssee | Germania      | Germania Natalie Geisenberger Ralf Palik Tobias Wendl / Tobias Arlt          | Stati Uniti Erin Hamlin Tucker West Matt Mortensen / Jayson Terdiman         | Austria Miriam Kastlunger Wolfgang Kindl Thomas Steu / Lorenz Koller       |
| 15 gennaio 2017  | Sigulda              | Lettonia      | Russia Tat'jana Ivanova Semën Pavličenko Vladislav Južakov / Jurij Prochorov | Germania Natalie Geisenberger Felix Loch Toni Eggert / Sascha Benecken       | Lettonia Elīza Cauce Inārs Kivlenieks Oskars Gudramovičs / Pēteris Kalniņš |
| 5 febbraio 2017  | Oberhof              | Germania      | Germania Natalie Geisenberger Felix Loch Tobias Wendl / Tobias Arlt          | Russia Tat'jana Ivanova Roman Repilov Aleksandr Denis'ev / Vladislav Antonov | Lettonia Elīza Cauce Inārs Kivlenieks Oskars Gudramovičs / Pēteris Kalniņš |
| 19 febbraio 2017 | Pyeongchang          | Corea del Sud | Germania Natalie Geisenberger Andi Langenhan Toni Eggert / Sascha Benecken   | Austria Birgit Platzer Wolfgang Kindl Peter Penz / Georg Fischler            | Lettonia Ulla Zirne Kristers Aparjods Andris Šics / Juris Šics             |
| 26 febbraio 2017 | Altenberg            | Germania      | Germania Natalie Geisenberger Felix Loch Toni Eggert / Sascha Benecken       | Lettonia Elīza Cauce Kristers Aparjods Andris Šics / Juris Šics              | Russia Tat'jana Ivanova Roman Repilov Vladislav Južakov / Jurij Prochorov  |

## Classifiche

### Singolo uomini
| Pos. | Nome                | Nazione     | WIN | WIN S | LAK | WHI | PKC | PKC S | KÖN | SIG | SIG S | OBE | PYE | ALT | Totale |
| ---- | ------------------- | ----------- | --- | ----- | --- | --- | --- | ----- | --- | --- | ----- | --- | --- | --- | ------ |
| 1    | Roman Repilov       | Russia      | 2   | 8     | 5   | 10  | 1   | 2     | 5   | 2   | 1     | 2   | 28  | 1   | 845    |
| 2    | Felix Loch          | Germania    | 4   | 1     | 6   | 6   | 5   | 4     | 4   | 4   | 4     | 1   | DNS | 2   | 748    |
| 3    | Wolfgang Kindl      | Austria     | 8   | 7     | 3   | 2   | 3   | 13    | 3   | 3   | 3     | 8   | 10  | 7   | 700    |
| 4    | Semën Pavličenko    | Russia      | 5   | 9     | 2   | 4   | 8   | 11    | 1   | 1   | 2     | 7   | 14  | 29  | 686    |
| 5    | Johannes Ludwig     | Germania    | 1   | 3     | 9   | 7   | 10  | DSQ   | 19  | 11  | 13    | 4   | 6   | 3   | 557    |
| 6    | Dominik Fischnaller | Italia      | 15  | 13    | 11  | 5   | 3   | 1     | 6   | 31  | -     | 15  | 1   | 5   | 556    |
| 7    | Tucker West         | Stati Uniti | DSQ | -     | 1   | 1   | 4   | 6     | 9   | 9   | 10    | 12  | 22  | 4   | 535    |
| 8    | Stepan Fëdorov      | Russia      | 6   | 2     | 10  | 9   | 6   | DNF   | 7   | 5   | 6     | 21  | 17  | 10  | 491    |
| 9    | Andi Langenhan      | Germania    | 3   | 8     | 20  | 3   | 12  | 3     | -   | -   | -     | 3   | 2   | -   | 460    |
| 10   | Ralf Palik          | Germania    | 10  | 4     | 7   | 14  | 9   | 5     | 2   | 24  | -     | 5   | -   | -   | 421    |

### Singolo donne
| Pos. | Nome                 | Nazione     | WIN | WIN S | LAK | WHI | PKC | PKC S | KÖN | SIG | SIG S | OBE | PYE | ALT | Totale |
| ---- | -------------------- | ----------- | --- | ----- | --- | --- | --- | ----- | --- | --- | ----- | --- | --- | --- | ------ |
| 1    | Natalie Geisenberger | Germania    | 1   | 3     | 5   | 2   | 4   | 8     | 1   | 1   | 2     | 1   | 2   | 1   | 982    |
| 2    | Tatjana Hüfner       | Germania    | 2   | 5     | 1   | 3   | 6   | 3     | 3   | 2   | 6     | 2   | 4   | 2   | 865    |
| 3    | Tat'jana Ivanova     | Russia      | 5   | 4     | 14  | 9   | DNF | -     | 2   | 3   | 1     | 3   | 1   | 4   | 683    |
| 4    | Erin Hamlin          | Stati Uniti | 14  | 6     | 7   | 6   | 1   | 1     | 10  | 8   | 8     | 8   | 10  | 8   | 614    |
| 5    | Alex Gough           | Canada      | 10  | 13    | 3   | 1   | 3   | 5     | 6   | 13  | 13    | 10  | 14  | 6   | 585    |
| 6    | Emily Sweeney        | Stati Uniti | 9   | 14    | 6   | 4   | 2   | 2     | 8   | 9   | 4     | 12  | 21  | 17  | 564    |
| 7    | Dajana Eitberger     | Germania    | 3   | 1     | 9   | 5   | 8   | 6     | 16  | -   | -     | 4   | 8   | 3   | 553    |
| 8    | Kimberley McRae      | Canada      | 6   | 10    | 2   | 19  | 7   | 7     | 11  | 5   | 11    | 5   | 6   | 11  | 547    |
| 8    | Birgit Platzer       | Austria     | 4   | 2     | 12  | 12  | 10  | 11    | 9   | 6   | 5     | 15  | 5   | 14  | 532    |
| 10   | Summer Britcher      | Stati Uniti | 11  | 11    | 4   | 7   | 5   | 4     | 18  | 7   | 7     | 7   | 13  | -   | 480    |

### Doppio
| Pos. | Nome                               | Nazione     | WIN | WIN S | LAK | WHI | PKC | PKC S | KÖN | SIG | SIG S | OBE | PYE | ALT | Totale |
| ---- | ---------------------------------- | ----------- | --- | ----- | --- | --- | --- | ----- | --- | --- | ----- | --- | --- | --- | ------ |
| 1    | Toni Eggert Sascha Benecken        | Germania    | 1   | 1     | 1   | 1   | 3   | 1     | 2   | 1   | 1     | 2   | 1   | 1   | 1140   |
| 2    | Tobias Wendl Tobias Arlt           | Germania    | 3   | 2     | 8   | 2   | 1   | 2     | 1   | 10  | 3     | 1   | 2   | 13  | 888    |
| 3    | Matt Mortensen Jayson Terdiman     | Stati Uniti | 6   | 4     | 2   | 8   | 5   | 3     | 9   | 6   | 6     | 8   | 7   | 2   | 674    |
| 4    | Robin Geueke David Gamm            | Germania    | 2   | 3     | 3   | 6   | 6   | 6     | 3   | DNF | -     | 3   | 3   | 3   | 671    |
| 5    | Andris Šics Juris Šics             | Lettonia    | 4   | 5     | 5   | 10  | 2   | 7     | 6   | 20  | -     | 11  | 13  | 4   | 532    |
| 6    | Christian Oberstolz Patrick Gruber | Italia      | 8   | 15    | 4   | 9   | 9   | 4     | 10  | 5   | 9     | 9   | 8   | 10  | 513    |
| 7    | Oskars Gudramovičs Pēteris Kalniņš | Lettonia    | 11  | 7     | 22  | 4   | 7   | 9     | DNF | 2   | 2     | 23  | DNF | 22  | 483    |
| 8    | Thomas Steu Lorenz Koller          | Austria     | 14  | 14    | 14  | 21  | 14  | 8     | 4   | 11  | 5     | 7   | 5   | 5   | 479    |
| 9    | Andrej Bogdanov Andrej Medvedev    | Russia      | 12  | 12    | 6   | 15  | 4   | 5     | 7   | 7   | 8     | 14  | 15  | 15  | 469    |
| 10   | Ludwig Rieder Patrick Rastner      | Italia      | 5   | 8     | 15  | 7   | 23  | -     | 8   | 3   | 7     | 15  | 17  | 7   | 441    |

### Gara a squadre
| Pos. | Nome        | LAK | WHI | KÖN | SIG | OBE | PYE | ALT | Totale |
| ---- | ----------- | --- | --- | --- | --- | --- | --- | --- | ------ |
| 1    | Germania    | 7   | C   | 1   | 2   | 1   | 1   | 1   | 531    |
| 2    | Lettonia    | 5   | C   | 5   | 3   | 3   | 3   | 2   | 405    |
| 3    | Russia      | 2   | C   | DNF | 1   | 2   | 5   | 3   | 395    |
| 4    | Austria     | 4   | C   | 3   | 5   | 5   | 2   | 4   | 385    |
| 5    | Canada      | 1   | C   | 4   | 6   | 4   | 6   | 5   | 375    |
| 6    | Stati Uniti | 3   | C   | 2   | 4   | 7   | 4   | 6   | 371    |
| 7    | Italia      | 6   | C   | 6   | 7   | 6   | 7   | 7   | 288    |
| 8    | Polonia     | 8   | C   | 7   | DSQ | 8   | 8   | 8   | 214    |
| 9    | Ucraina     | 11  | C   | 10  | 10  | 12  | 13  | 12  | 200    |
| 10   | Rep. Ceca   | 10  | C   | 8   | DSQ | 10  | 9   | 10  | 189    |

### Sprint singolo uomini
| Pos. | Nome                  | Nazione     | WIN         | PKC         | SIG         | Totale   | Distacco |
| ---- | --------------------- | ----------- | ----------- | ----------- | ----------- | -------- | -------- |
| 1    | Roman Repilov         | Russia      | 36.684 (7)  | 28.307 (2)  | 27.585 (1)  | 1:32.576 |          |
| 2    | Felix Loch            | Germania    | 36.529 (1)  | 28.403 (4)  | 27.663 (4)  | 1:32.595 | +0.019   |
| 3    | Chris Mazdzer         | Stati Uniti | 36.768 (11) | 28.604 (10) | 27.711 (5)  | 1:33.083 | +0.507   |
| 4    | Semën Pavličenko      | Russia      | 36.732 (9)  | 28.771 (11) | 27.610 (2)  | 1:33.113 | +0.537   |
| 5    | Julian von Schleinitz | Germania    | 36.660 (5)  | 28.524 (9)  | 28.250 (15) | 1:33.434 | +0.858   |

Tra parentesi la posizione in gara

### Sprint singolo donne
| Pos. | Nome                 | Nazione     | WIN         | PKC         | SIG        | Totale   | Distacco |
| ---- | -------------------- | ----------- | ----------- | ----------- | ---------- | -------- | -------- |
| 1    | Natalie Geisenberger | Germania    | 39.201 (3)  | 33.151 (8)  | 30.904 (2) | 1:43.256 |          |
| 2    | Erin Hamlin          | Stati Uniti | 39.342 (6)  | 32.881 (1)  | 31.049 (8) | 1:43.272 | +0.016   |
| 3    | Tatjana Hüfner       | Germania    | 39.285 (5)  | 33.040 (3)  | 30.959 (6) | 1:43.284 | +0.028   |
| 4    | Birgit Platzer       | Austria     | 39.182 (2)  | 33.249 (11) | 30.957 (5) | 1:43.388 | +0.132   |
| 5    | Emily Sweeney        | Stati Uniti | 39.492 (14) | 33.034 (2)  | 30.910 (4) | 1:43.436 | +0.180   |

Tra parentesi la posizione in gara

### Sprint doppio
| Pos. | Nome                               | Nazione     | WIN         | PKC        | SIG        | Totale   | Distacco |
| ---- | ---------------------------------- | ----------- | ----------- | ---------- | ---------- | -------- | -------- |
| 1    | Toni Eggert Sascha Benecken        | Germania    | 31.347 (1)  | 32.838 (1) | 30.890 (1) | 1:35.075 |          |
| 2    | Tobias Wendl Tobias Arlt           | Germania    | 31.352 (2)  | 32.893 (2) | 31.006 (3) | 1:35.251 | +0.176   |
| 3    | Matt Mortensen Jayson Terdiman     | Stati Uniti | 31.469 (4)  | 32.938 (3) | 31.283 (6) | 1:35.690 | +0.615   |
| 4    | Oskars Gudramovičs Pēteris Kalniņš | Lettonia    | 31.598 (7)  | 33.203 (9) | 30.980 (2) | 1:35.781 | +0.706   |
| 5    | Andrej Bogdanov Andrej Medvedev    | Russia      | 31.814 (12) | 32.984 (5) | 31.335 (8) | 1:36.133 | +1.058   |

Tra parentesi la posizione in gara